# Lista de filmes históricos
Esta lista de filmes reúne os filmes históricos divididos por época que o enredo de cada deles abrange.

## Pré-história
| Filme                     | Filme                             | Ano  | Acontecimento                                 | Ano (Filme)              | Diretor                       | Sinopse |
| ------------------------- | --------------------------------- | ---- | --------------------------------------------- | ------------------------ | ----------------------------- | ------- |
| Fantasia                  | Fantasia                          | 1940 | Surgimento da Vida - Extinção dos Dinossauros | 3.6 B.a - 65,000,000 a.C |                               |         |
| Caveman                   | O Homem das Cavernas              | 1981 | Paleólitico                                   | 40000 a.C                | Carl Gottlieb                 |         |
| One Million Years B.C.    | Um Milhão de Anos Antes de Cristo | 1966 | Paleólitico                                   | 1,000,000 a.C            | Ray Harryhausen e Don Chaffey |         |
| Le Guerre du Fue          | A Guerra do Fogo                  | 1981 | Paleólitico                                   | Antes de 10,000 a.C      | Jean-Jacques Annaud           |         |
| 10,000 a.C                | 10,000 a.C                        | 2008 | Neólitico                                     | 10,000 a.C               | Roland Emmerich               |         |
| Ice Age                   | A Era do Gelo                     | 2002 | Era Glacial                                   | 20,000 a.C               | Carlos Saldanha               |         |
| Cave of Forgotten Dreams  | A Caverna dos Sonhos Esquecidos   | 2010 | Era Glacial                                   | a.C                      | Werner Herzog                 |         |
| The Croods                | Os Croods                         | 2013 | Era Glacial                                   | a.C                      | Chris Sanders e Kirk DeMicco  |         |
| The Clan of the Cave Bear | A Tribo da Caverna do Urso        | 1986 | Era Glacial                                   | a.C                      | Michael Chapman               |         |

## Antiguidade

### Grandes monarcas e líderes
- Alexandre Magno, de 1956, dirigido por Robert Rossen.
- Alexander, de 2004, dirigido por Oliver Stone, com Colin Farrell.
- Átila, o Huno, de Dick Lowry.
- Rei David, de Bruce Beresford (1985) e Edson Spinello (2012).
- Júlio César, de 1953, dirigido por Joseph L. Mankiewicz, com Marlon Brando, baseado na peça de Shakespeare.
- Cleópatra, de 1963, dirigido por Joseph L. Mankiewicz, com Elizabeth Taylor e Richard Burton.
- Calígula, de 1979, dirigido por Tinto Brass, com Helen Mirren, Malcolm McDowell, Peter O'Toole e Teresa Ann Savoy.
- A Sombra das Pirâmides, de Charlton Heston, inspirado em Antônio e Cleópatra, de William Shakespeare.
- Júlio Cesar, adaptação da obra de William Shakespeare.
- Nero, de 2004, de Paul Marcus.
- Augustus - O Primeiro Imperador, de 2003, de Roger Young.

### Guerras e revoluções
- Troia, de 2004, dirigido por Wolfgang Petersen, com Brad Pitt, Eric Bana e Brian Cox.
- Spartacus, de 1960, dirigido por Stanley Kubrick, com Kirk Douglas.
- 300, de 2006, dirigido por Zack Snyder.
- 300: A Ascensão do Império, de 2014, de Noam Murro.
- Os 300 de Esparta, de 1962, de Rudolph Maté com Richard Egan.
- L'assedio di Siracusa, de 1960, de Pietro Francisci, com Rossano Brazzi.
- A queda do Império Romano, de 1964, de Anthony Mann, com Alec Guinness, Sophia Loren e Stephen Boyd.
- Imortais, de 2011, de Tarsem Singh.

### Complementares
- Ágora, de 2009, dirigido por Alejandro Amenábar.
- Ben-Hur, de 1959, dirigido por William Wyler, com Charlton Heston.
- Gladiador, de 2000, dirigido por Ridley Scott.
- Quo Vadis, de 1951, de Mervyn LeRoy.
- Roma, de 2005 e 2007, série produzida pela BBC, HBO e RAI.
- The 13th Warrior, de 1999 de John McTiernan com Antonio Banderas
- Desbravadores, de 2007 de Marcus Nispel com Karl Urban.
- Ano Um, de 2009, de Harold Ramis.
- As Aventuras de Erik, o Viking, de 1989, de Terry Jones.
- Fúria de Titãs, de Desmond Davis (1981) , Louis Leterrier (2010) e Jonathan Liebesman (2012).
- Satyricon, de 1969, de Federico Fellini.
- A Odisséia, de 1997, minissérie para a TV de Andrei Konchalovsky, adaptada da obra de Homero.
- As Mil e Uma Noites, de 2000, de Steve Barron.
- O Mahabharata, de 1989, de Peter Brook.
- O Egípcio, de 1954, de Michael Curtiz.
- Hércules, de Ron Clements e John Musker (animação, 1997) e Brett Ratner (2014).
- Os Dez Mandamentos, de 1956, de Cecil B. DeMille.
- O Príncipe do Egito, de 1998, filme de animação de Brenda Chapman, Simon Wells e Steve Hickner.
- O Manto Sagrado, de 1953, de Henry Koster.
- A Vida de Brian, de 1979, de Terry Jones, sátira.
- Asterix, diversas adaptações (em desenho e longa-metragem) para os quadrinhos de René Goscinny e Albert Uderzo.
- Masada, de 1981, de Boris Sagal.
- Percy Jackson e o Ladrão de Raios, de Chris Columbus, e Percy Jackson e o Mar de Monstros, de Thor Freudenthal, filmes baseados na série de livros Percy Jackson e os Olimpianos, de Rick Riordan.
- Noé, de 2014, de Darren Aronofsky.
- Pompéia, de 2014, de Paul W. S. Anderson.
- O Escorpião Rei, de 2002, de Chuck Russell.
- O Escorpião Rei 2: A Saga de um Guerreiro, de 2008, de Russell Mulcahy.
- Sansão e Dalila, de Cecil B. DeMille (1949) e João Camargo (2011).
- Vikings, uma série do History Channel.
- Atlantis, série da BBC sobre a Grécia Antiga.
- Êxodo: Deuses e Reis, de 2014, de Ridley Scott.
- Deuses do Egito, de 2016, de Alex Proyas.

### Religião
- O Rei dos Reis, de 1961, dirigido por Nicholas Ray;
- O Pequeno Buda, de 1994, dirigido por Bernardo Bertolucci, com Keanu Reeves;
- A Paixão de Cristo, de 2004, dirigido por Mel Gibson;
- O Nascimento de Cristo (Pt)/Jesus: A História do Nascimento (Br), de 2006, de Catherine Hardwicke;
- O Filho de Deus, de 2014, dirigido por Christopher Spencer.

## Idade Média

### Grandes monarcas e líderes
- Braveheart, de 1995, Coração Valente, no Brasil ou O Desafio do Guerreiro, em Portugal, dirigido por Mel Gibson, com Mel Gibson e Sophie Marceau;
- Henrique V, de 1989, dirigido por Kenneth Brannagh, com Kenneth Brannagh e Emma Thompson;
- Rei Arthur, de 2014, de Antoine Fuqua;
- As Brumas de Avalon, de 2001, de Uli Edel;
- Ano 2508 (Pt)/20 Milhões de Léguas a Marte (Br), sobre Enrique II e Enrique III de Inglaterra.

### Guerras e revoluções
- Reino dos Céus (Pt)/Cruzada (Br), de 2005, de Ridley Scott com Orlando Bloom, Liam Neeson e Eva Green;
- El Cid, de 1961, dirigido por Anthony Mann, com Charlton Heston e Sophia Loren;
- Joana D'Arc, de 1948, dirigido por Victor Fleming, com Ingrid Bergman;
- Joana D’Arc, de 1999, dirigido por Luc Besson, com Milla Jovovich e John Malkovich;
- O mestre de armas, de 2006, filme chinês;
- O Leão no Inverno, de 1968, dirigido por Anthony Harvey, com Peter O'Toole e Katharine Hepburn;
- O Incrível Exército de Brancaleone, de 1966, dirigido por Mario Monicelli, com Vittorio Gassman;
- Ivanhoé, o vingador do rei, 1952 Estados Unidos direção: Richard Thorpe. Atores: Robert Taylor, Joan Fontaine, Elizabeth Taylor, Robert Douglas; Aventura histórica, ambientada na Inglaterra medieval, sobre a luta do cavaleiro Ivanhoé contra os inimigos de Ricardo Coração de Leão;
- O Senhor da Guerra, de 1965, dirigido por Franklin Schaffner, com Charlton Heston, Richard Boone e Rosemary Forsyth;
- Coração de Cavaleiro, de Brian Helgeland;
- Excalibur, de John Boorman;
- Os Cavaleiros da Távola Redonda, de Richard Thorpe;
- Lancelot: O Primeiro Cavaleiro, de Jerry Zucker;
- O Sétimo Selo e A Fonte da Donzela, de Ingmar Bergman;
- As Brumas de Avalon, de Uli Edel;
- Robin Hood, diversas adaptações para o cinema de 1908 (Percy Stow) a 2010 (Ridley Scott);
- Monty Python - Em Busca do Cálice Sagrado, de Terry Gilliam e Terry Jones;
- O Guerreiro Genghis Khan, de Sergei Bodrov;
- Os Pilares da Terra, minissérie de TV;
- The Last Kingdom, minissérie de TV, sobre a invasão dos Vikingos no Reino Unido;
- O Último Reduto, filme sobre a assinatura da Magna Carta pelo rei João de Inglaterra.

### Cultura e ciência
- Caravaggio, de 1986, dirigido por Derek Jarman (Caravaggio artista do século XVI);
- Os Sete Samurais, de 1954, dirigido por Akira Kurosawa;
- Herói, O Clã das Adagas Voadoras e A Maldição da Flor Dourada, de Zhang Yimou;
- As Aventuras De Merlin, série inglesa que fala do jovem mago;
- Season of the Witch, de Dominic Sena;
- O Poço e o Pêndulo, adaptado da obra de Edgar Allan Poe;

### Religião
- Entre a Luz e as Trevas, de 1993, dirigido por Leslie Megahey, com Collin Firth e Jim Carter.
- Maomé - O Mensageiro de Alah, de 1976, dirigido por Moustapha Akkad, com Anthony Quinn e Irene Papas.
- A Megera Domada, de 1967, dirigido por Franco Zeffirelli, com Elizabeth Taylor e Richard Burton e baseado em obra de William Shakespeare.
- Muito Barulho por Nada, de 1993, dirigido por Kenneth Brannagh, com Denzel Washington e Emma Thompson.
- Il Decameron, de 1971, dirigido por Pier Paolo Pasolini.
- Conquista Sangrenta (no Brasil) ou Amor e Sangue (em Portugal), de 1985, dirigido por Paul Verhoeven, com Rutger Hauer e Jennifer Jason Leigh.
- A Rainha Margot, de 1994, dirigido por Patrice Chéreau, com Isabelle Adjani e baseado num romance de Alexandre Dumas.
- O Nome da Rosa, de 1986, dirigido por Jean-Jacques Annaud, com Sean Connery e baseado em obra de Umberto Eco.
- Stealing Heaven, de 1988, direção de Clive Donner atuação de Kim Thompson. Narra a história do amor entre Abelardo, um filósofo e a inteligente Heloísa, na França do século XII.
- Irmão Sol, Irmã Lua, de 1972, de Franco Zeffirelli.
- Tristão e Isolda, de 2006, de Kevin Reynolds.
- O Feitiço de Áquila, de 1985, de Richard Donner.

## Renascimento e Reforma religiosa

### Reforma religiosa
- Lutero, de 2003, dirigido por Eric Till, com Joseph Fiennes e Sir Peter Ustinov.
- Ana dos mil dias, de 1969, dirigido por Charles Jarrott, com Richard Burton e Geneviève Bujold.
- O homem que não vendeu sua alma, de 1966, dirigido por Fred Zinnemann, com Paul Scofield, sobre a vida de Thomas More.
- La Reine Margot, de 1994, dirigido por Patrice Chéreau.

### Renascimento
- Giordano Bruno, de 1973, dirigido por Giuliano Montaldo.
- Shakespeare Apaixonado, com Gwyneth Paltrow e Joseph Fiennes.
- Agonia e Êxtase, de 1965, dirigido por Carol Reed, com Charlton Heston e Richard Harris.
- Da vinci e a Renascença,1987 Estados Unidos Fala sobre a vida de Petrarca, Alberti e Leonardo da Vinci.
- A Vida de Leonardo Da Vinci, produção da TV italiana RAI.
- Da Vinci's Demons, série sobre a juventude de Leonardo Da Vinci.
- Anônimo, de Roland Emmerich.
- Dom Quixote, de Orson Welles (1992) e Peter Yates (2000), adaptações da obra de Miguel de Cervantes.
- O Homem de La Mancha, musical adaptado da obra Dom Quixote, de Miguel de Cervantes.
- O Mercador de Veneza, de Michael Radford, adaptação da obra de William Shakespeare.
- Othello, de Orson Welles (1952) e Oliver Parker (1995), adaptação da obra de William Shakespeare.
- Macbeth, de Roman Polanski, adaptação da obra de William Shakespeare.
- Romeu e Julieta , de 1968, de Franco Zeffirelli, adaptações da obra de William Shakespeare.
- Romeu + Julieta ,de Baz Luhrmann, versão moderna de 1996 para o cinema para a obra de William Shakespeare.
- O Corcunda de Notre Dame, de 1996, adaptação da obra de Victor Hugo.

## Grandes navegações e absolutismo

### Grandes monarcas e líderes
- 1492 - A Conquista do Paraíso, de 1992, dirigido por Ridley Scott, com Gérard Depardieu e Sigourney Weaver.
- Cristóvão Colombo - A Aventura do Descobrimento, de John Glen.
- A Rainha Tirana, de 1955, dirigido por Henry Koster, com Bette Davis.
- A Filha de D’Artagnan, de 1994, dirigido por Bertrand Tavernier, com Phillipe Noiret e Sophie Marceau.
- Mary Stuart, Rainha da Escócia, de 1971, dirigido Charles Jarrot, com Vanessa Redgrave e Glenda Jackson.
- Cromwell, de 1970, dirigido por Ken Hughes, com Richard Harris e Alec Guinness.
- Elizabeth, com Cate Blanchett e Joseph Fiennes.
- Elizabeth: A Era de Ouro, de 2007, de Shekhar Kapur.
- Joana, a Louca, de 2001, dirigido por Vicente Aranda, com Pilar López de Ayala.
- O Homem da Máscara de Ferro, de 1998, sobre um romance de Alexandre Dumas, que conta sobre uma troca de Luís XIV por um irmão gêmeo.
- O Libertino, de 2004, de Laurence Dunmore.
- Giordano Bruno, de 1973, dirigido por Giuliano Montaldo, com Gian Maria Volontè.
- A Outra, de 2008, dirigido por Justin Chadwick, com Natalie Portman, Scarlett Johansson e Eric Bana.
- Os Três Mosqueteiros, de 1993, adaptação da obra de Alexandre Dumas, dirigido por Stephen Herek (1993).
- Os Amores de Henrique VIII, de 1933, de Alexander Korda.
- A Rainha Margot, de 1994, dirigido por Patrice Chéreau.

### Complementares
- O Outro Lado da Nobreza, de 1995, dirigido por Michael Hoffman, com Robert Downey Jr e Meg Ryan.
- O Gavião do Mar, de 1940, dirigido por Michael Curtiz, com Errol Flynn.
- Piratas!, de 1986, dirigido por Roman Polanski, com Walter Matthau.
- O Capitão de Castela, de Henry King.
- Piratas do Caribe, série de filmes estrelados por Johnny Depp.
- Orlando, a Mulher Imortal, de 1992, dirigido por Sally Potter, com Tilda Swinton.
- Apocalypto, 2006 dirigido por Mel Gibson com Rudy Youngblood.
- O Real Caçador do Sol, de 1969, dirigido por Irving Lerner.

## Colonização da América

### Grandes monarcas e líderes
- Aguirre, de 1972, de Werner Herzog.
- Hans Staden, de 1999, de Luiz Alberto Pereira.
- Como era gostoso o meu francês, de 1971, de Nelson Pereira dos Santos.

### Guerras e revoluções
- O Último dos Moicanos, de 1992, de Michael Mann, com Daniel Day-Lewis.
- Apocalypto, de 2006, de Mel Gibson.
- República Guarani, de Sílvio Back.
- Queimada!, de 1969, de Gillo Pontecorvo, com Marlon Brando.
- Seminole, de 1953, dirigido por Budd Boetticher.

### Religião
- A Missão, de 1986, de Roland Joffé, com Jeremy Irons, Robert de Niro e Liam Neeson.
- A Letra Escarlate, de 1995, com Demi Moore e Gary Oldman.
- As Bruxas de Salém, de 1996, com Winona Ryder e Daniel Day-Lewis.

### Complementares
- Desmundo, de 2002, de Alain Fresnot, com Simone Spoladore e Osmar Prado.
- O Novo Mundo, de 2005, de Terrence Malick, com Colin Farrell e Q'orianka Kilcher.
- Lope, de 2010, de Andrucha Waddington.

## Iluminismo e despotismo esclarecido

### Grandes monarcas e líderes
- Catarina, a Grande, com Julia Ormond.
- Catarina, Amor e Poder, com Catherine Zeta-Jones.
- As loucuras do rei George, de Nicolas Hytner.
- Vatel - Um banquete para o rei, de Roland Joffé.
- A Duquesa com Keira Knightley e Ralph Fiennes.
- O Amante da Rainha, de Nikolaj Arcel.

### Cultura e ciência
- Amadeus, de Milos Forman, com Tom Hulce.
- Newton: A Tale of Two Isaacs, dirigido por Don McBreathy, com Karl Pruner.
- Paixão Imortal (Pt)/Minha Amada Imortal (Br), de 1994, dirigido por Bernard Rose, com Gary Oldman e Isabella Rossellini.
- O Segredo de Beethoven, filme de 2006 sobre da vida do compositor, estrelad.o por Ed Harris.
- Moça com Brinco de Pérola, de 2003, dirigido por Peter Webber
- Os Demônios, de Ken Russell.
- O Judeu, de Jom Tob Azulay.

### Complementares
- O Pacto dos Lobos, de Christophe Gans.
- Perfume: A História de um Assassino, de Tom Tykwer, adaptado da obra de Patrick Süskind.
- Rebelião em Alto-mar, de Roger Donaldson.
- Casanova, de Lasse Hallström.
- Cyrano de Bergerac, de Jean-Paul Rappeneau, adaptado da peça de Edmond Rostand.
- Barry Lyndon, de Stanley Kubrick.
- Kagemusha, a Sombra do Samurai, Trono Manchado de Sangue e Ran, ambos de Akira Kurosawa.
- Taras Bulba, de J. Lee Thompson.
- A Grande Muralha, de Zhang Yimou.
- Silêncio, de Martin Scorsese.

## Independência dos Estados Unidos
- John Adams, minissérie de Tom Hooper.
- O Veleiro da Aventura, de Clarence Brown sobre os colonos de Plymouth e a chegada do Mayflower.
- O Patriota, com Mel Gibson.
- Revolução, Al Pacino vive um camponês que não escolhe o envolvimento no irremediável turbilhão da revolução de Independência dos Estados Unidos.

## Revolução francesa

### Grandes monarcas e líderes
- Calvário de uma Rainha, de Jean Delanoy.
- Maria Antonieta, de W.S. Van Dyke (1938) e Sofia Coppola (2006).
- Adeus, Minha Rainha, de Benoit Jacquot.

### Guerras e revoluções
- Danton, o Processo da Revolução, de Andrzej Wajda.
- Morte ao Rei, de 2003, com Tim Roth.
- A Inglesa e o Duque, de Eric Rohmer (2001). Com Alain Libolt e Caroline Morin.
- A Queda da Bastilha, de John Conway.

### Cultura e ciência
- Jefferson em Paris, de Ismail Merchant, com Nick Nolte e Gwyneth Paltrow.
- Marat/Sade, de Peter Brook.

### Complementares
- A Noite de Varènnes, de Ettore Scola.
- Casanova e a Revolução, de Ettore Scola.
- Ligações Perigosas, de Stephen Frears.
- O Enigma do Colar, de Charles Shyer.
- Os Miseráveis, de Victor Hugo.

## Ascensão e queda de Napoleão

### Grandes monarcas e líderes
- Napoleão, de Abel Gance.
- Monsieur N., de Antoine de Caunes.

### Guerras e revoluções
- Guerra e Paz, de King Vidor, com Audrey Hepburn.
- Waterloo, de Sergei Bondartchuk.
- A batalha de Austerlitz, de Abel Gance.
- Os Duelistas, de Ridley Scott.

### Cultura e Ciência
- Os Irmãos Grimm, de Terry Gilliam.
- Sombras de Goya, de Milos Forman.

### Complementares
- Exército Perdido, de Andrzej Wajda.
- Desirée (filme), de Henry Koster.
- O Conde de Monte Cristo, de David Greene (1975) e Kevin Reynolds (2002), baseado na obra de Alexandre Dumas.

## Revolução Industrial
- Lola Montes, de Max Ophuls.
- Germinal, de Claude Berri, com Gérard Depardieu.
- Vidas Marcadas, de Bill Douglas.
- Oliver Twist, de David Lean (1948) e Roman Polanski (2005).
- "Daens, Um Grito de Justiça", de Stijn Coninx.
- Tempos Modernos, de Charles Chaplin.
- Pelle, o Conquistador, de Billie August.
- Os Miseráveis, de Billie August (1998) e Tom Hooper (2012), adaptados da obra de Victor Hugo.

## Guerra civil nos Estados Unidos - Século XIX na América

### Grandes monarcas e líderes
- Juarez, de William Diertele.
- Lincoln, 2012 de Steven Spielberg, com Daniel Day-Lewis.
- A Mocidade de Lincoln, de John Ford.

### Guerras e revoluções
- O Nascimento de uma Nação 1915 de D. W. Griffith.
- ...E o Vento Levou, de David Selznick, com Vivien Leigh e Clark Gable.
- Tempo de Glória, de Edward Zwick, com Matthew Broderick.
- Gettysburg, de Ronald Maxwell, com Tom Berenger e Martin Sheen.
- Shenandoah, de Andrew McLaglen, com John Wayne.
- A glória de um covarde, de John Huston.
- O Álamo, de e com John Wayne.
- O Álamo, filme de 2004 de John Lee Hancock, com Dennis Quaid e Billy Bob Thornton.
- Motim, de Edward Dmytryk.
- Cold Mountain, 2003 de Anthony Minghella com Jude Law.
- Gangs of New York, 2001, com Leonardo Di Caprio.
- Deuses e Generais, de Ronald F. Maxwell.

### Religião
- Camila, de María Luisa Bemberg, com Susu Pecoraro e Imanol Arias.

### Complementares
- Era uma Vez no Oeste, de Sergio Leone.
- Um Homem Chamado Cavalo, de Elliot Silverstein.
- Sangue de herói, de John Ford, com John Wayne e Henry Fonda.
- Sommersby, o Retorno de um Estranho, com Jodie Foster e Richard Gere.
- Danças com Lobos, com Kevin Costner.
- Gerônimo - Uma Lenda Americana, de Walter Hill, com Gene Hackman e Jason Patric.
- Amistad, de Steven Spielberg, com Anthony Hopkins e Morgan Freeman.
- Django Livre, de Quentin Tarantino.
- Sangue Negro, de Paul Thomas Anderson.
- 12 Anos de Escravidão, de Steve McQueen.

## Unificações italiana e alemã

### Grandes monarcas e líderes
- Garibaldi, de Luigi Magni.

### Guerras e revoluções
- O Príncipe Rebelde, de Pino Mercanti.
- O Leopardo, de Luchino Visconti, com Burt Lancaster, Claudia Cardinale, Alain Delon.
- A Trilha, de Bernard Favre.

### Complementares
- Sedução da Carne, de Luchino Visconti.

## Imperialismo e política doBig Stick

### Grandes monarcas e líderes
- Walker, Uma Aventura na Nicarágua, de Alex Cox, com Ed Harris.
- Shaka, o Rei dos Zulus.
- Gandhi, de Richard Attenborough.
- O Último Imperador, de Bernardo Bertolucci.
- A Jovem Rainha Victória com Emily Blunt.

### Guerras e revoluções
- Zulu, de Cy Endfield.
- A carga da Brigada Ligeira, de Michael Curtiz.
- O Leão do Deserto, de Moustapha Akkad.
- Breaker Morant, de Bruce Beresford.
- A Revolta do Sudão, de Nathan Juran.
- E Estrelando Pancho Villa, de Bruce Beresford com Antonio Banderas.
- Daens – um grito de justiça, de 1992 por Stijin Coninx.
- Hatfields & McCoys, minissérie.

### Cultura e ciência
- As Montanhas da Lua, de Bob Rafelson, com Patrick Bergin.
- Moulin Rouge, de John Huston.
- Moulin Rouge - Amor em vermelho, de Baz Luhrmann.
- Greystoke - A Lenda de Tarzan, o Rei da Selva, de Hugh Hudson.
- Sede de Viver, de Vincent Minnelli, Van Gogh - Vida e Obra de um Gênio, de Robert Altman, e Van Gogh, de Maurice Pialat, filmes sobre a vida do pintor holandês.
- Camille Claudel, de Bruno Nuytten.
- Criação, de Jon Amiel.
- Freud - Além da Alma, de John Huston.

### Complementares
- Khartoum, de Basil Dearden.
- A Honra do Regimento, de Michael Anderson.
- 55 Dias em Pequim, de Nicholas Ray.
- Port Arthur, de Toshio Masuda.
- O Homem que Queria Ser Rei, com Sean Connery.
- Índia: Mistério, Amor e Guerra, de Peter Duffel.
- Entre Dois Amores, de Sydney Pollack.
- O Poder de um Jovem, com Stephen Dorf e Morgan Freeman.
- Ver-te-ei no Inferno, de Martin Ritt.
- Anna e o Rei, de Andy Tennant.
- Passagem Para a Índia, de David Lean.
- A Época da Inocência, de Martin Scorsese.
- Razão e Sensibilidade, de Ang Lee.
- A máscara do Zorro, de Martin Campbell.
- A Sombra e a Escuridão, de Stephen Hopkins.
- A Liga Extraordinária, de Stephen Norrington.
- Do Inferno, de Albert Hughes e Allen Hughes.
- Titanic, de James Cameron, sobre o naufrágio do navio.
- A Cor Púrpura, de Steven Spielberg.
- The Four Feathers, dirigido por Shekhar Kapur.

### Processo imperialista no Japão e na China
- O Último Samurai, filme japonês de 1974.
- O Último Samurai, de Edward Zwick.
- O Tigre e o Dragão, de Ang Lee.

## Primeira guerra mundial

### Batalhas e revoluções
- Lawrence da Arábia, baseado na obra de T. E. Lawrence Seven Pillars of Wisdom (Os Sete Pilares da Sabedoria) e dirigido por David Lean, no contexto da Primeira Guerra Mundial oficial da inteligência britânica apoia a Revolta Árabe contra o Império Otomano.
- Carlitos nas Trincheiras, com Charles Chaplin.
- Galípoli, de Peter Weir, com Mel Gibson.
- Glória Feita de Sangue, de Stanley Kubrick, com Kirk Douglas.
- Flyboys, de Tony Bill, com James Franco, Scott Hazell, Mac McDonald, Philip Winchester, Todd Boyce.
- O Barão Vermelho, Der Rote Baron, 2008, de Nikolai Müllerschön com Matthias Schweighöfer, Lena Headey, Joseph Fiennes e Til Schweiger.
- O Último Batalhão, de Russell Mulcahy com Rick Schroder.
- A Fita Branca, de Michael Haneke.
- Feliz Natal, de Christian Carion.
- Sem novidade no front, de Lewis Milestone.
- Sargento York, de Howard Hawks.
- A Grande Ilusão, de Jean Renoir.
- A Batalha de Passchendaele, de Paul Gross.
- Pelotão de Elite, de Jeremy Sims.

### Complementares
- Glória Feita de Sangue, de Stanley Kubrick com Kirk Douglas
- O Tiro que Mudou o Mundo
- 1918, com Matthew Broderick
- Coronel Redl, de John Osborne
- Lendas da Paixão, com Brad Pitt, Anthony Hopkins e Julia Ormond
- Mata Hari, com Greta Garbo
- No amor e na guerra, com Sandra Bullock e Chris O'donnell
- Adeus ás Armas, de Charles Vidor
- Johnny Vai á Guerra, de Dalton Trumbo
- Eterno Amor, de Jean-Pierre Jeunet
- A Família, de Ettore Scola
- Cavalo de Guerra, de Steven Spielberg

## Revoluções Sociais na Europa
- Rosa Luxemburgo, de 1986, dirigido por Margarethe von Trotta
- Ventos da Liberdade, de Ken Loach com Cillian Murphy
- Michael Collins - O preço da liberdade, de Neil Jordan

## Complementares
- Metrópolis, de 1926, dirigido por Fritz Lang
- O Gabinete do Doutor Caligari, de 1919, dirigido por Robert Wiene
- O Cão Andaluz, de Luis Buñuel e Salvador Dali
- Nosferatu, de Friedrich Wilhelm Murnau

## Revolução russa e socialismo soviético

### Grandes monarcas e líderes
- Stalin, da HBO Pictures, com Robert Duvall e Julia Ormond
- O Círculo do Poder, de Andrei Konchalovsky, com Tom Hulce
- Agonia Rasputin, de Elem Klimov
- Rasputin, de Uli Edel, com Alan Rickman

### Batalhas e revoluções
- O Encouraçado Potemkin, de 1925, dirigido por Sergei Eisenstein
- Reds, de 1981, de Warren Beatty, com Warren Beatty, Diane Keaton e Jack Nicholson
- Dr. Jivago, de 1965, de David Lean, com Omar Sharif e Julie Christie
- Outubro, de 1927, de Sergei Eisenstein

### Complementares
- O Assassinato de Trotsky, de 1972, de Joseph Losey, com Richard Burton e Alain Delon
- O Assassino do Czar
- O Sol Enganador, de Nikita Mikhalkov
- Nicholas e Alexandra, de Franklin Schaffner
- Anastácia, a Princesa Esquecida, de 1956, com Ingrid Bergman
- Anastasia, filme de animação de Don Bluth e Gary Goldman
- A Última Estação, de Michael Hoffman
- Anna Karenina, de 2012, de Joe Wright

## Período entre-guerras (Crise de 29 e nazi-fascismo)

### Guerras e revoluções
- Terra e Liberdade, de 1995, dirigido por Ken Loach, com Ian Hart
- Libertarias, de 1996, com Ana Belén e Victoria Abril
- O Triunfo da Vontade de 1935, dirigido por Leni Riefenstahl
- Rosa Luxemburgo, de 1986, dirigido por Margarethe von Trotta

### Cultura e ciência
- Paixão Ardente, a História de Margaret Mitchell, de 1994
- Carrington, de 1995, com Emma Thompson e Johnatan Pryce
- A Onda, de Dennis Gansel
- Mephisto, de István Szabó
- Coco antes de Chanel, de Anne Fontaine
- Poucas Cinzas, de Paul Morrison
- Avalon, de 1990
- Hugo, de Martin Scorsese

### Complementares
- O Pianista, de 2002,dirigido por Roman Polanski e estrelado por Adrien Brody
- Berlin Alexanderplatz, de 1980, de Rainer Werner Fassbinder
- A Noite dos Desesperados, de 1969, de Sydney Pollack
- 1900 e O Conformista, ambos de Bernardo Bertolucci
- Amarcord, de Federico Fellini
- Concorrência Desleal, de Ettore Scola
- O Sorgo Vermelho e Lanternas Vermelhas, de Zhang Yimou
- Chá com Mussolini, de Franco Zefirelli
- Sacco e Vanzetti, de Giuliano Montaldo
- As Vinhas da Ira, de John Ford
- Os Bostonianos, de James Ivory
- Adeus, Minha Concubina, de Chen Kaige
- Homo Sapien 1900, documentário de Peter Cohen
- Indochina, de Régis Wargnier
- Os Intocáveis, de Brian de Palma
- Bonnie e Clyde - Uma Rajada de Balas, de Arthur Penn
- Inimigos Públicos, de Michael Mann
- O Labirinto do Fauno, de Guillermo Del Toro
- A Rosa Púrpura do Cairo e Meia-noite em Paris, de Woody Allen
- Por Quem Os Sinos Dobram, de 1943, de Sam Wood
- Nosferatu, de  Friederich W. Murnau
- Tempos Modernos, de Charles Chaplin
- O Ovo da Serpente, de 1977, de Ingmar Bergman
- O Artista, de Michel Hazanavicius
- As Sufragistas, de Sarah Gavron

## Segunda guerra mundial

### Líderes e governantes na guerra
- Hitler, A Trajetória do Demônio, de Christian Duguay com Com Robert Carlyle e Stockard Channing
- A Queda - As Últimos Horas de Hitler, de Oliver Hirschbiegel, com Bruno Ganz, Alexandra Maria Lara
- Arquitetura da Destruição, de Peter Cohen
- O Grande Ditador, de Charles Chaplin
- Warm Springs, sobre Franklin Delano Roosevelt, de Joseph Sargent
- The Desert Fox: The Story of Rommel, de1951, com James Mason
- O Discurso do Rei, sobre o Rei George VI, com Colin Firth, Geoffrey Rush e Helena Bonham Carter
- Tempos de Tormenta, de Thaddeus O' Sullivan, sobre Winston Churchill.

### Batalhas e eventos importantes
- Patton, de Frank J. Schaffner, com George Scott
- Stalingrado, a batalha final, de 1993.
- Bem-vindos ao Paraíso, de Alan Parker, com Dennis Quaid e Tamlyn Tomita
- A Lista de Schindler, de Steven Spielberg
- O Paciente Inglês, de Anthony Minghela
- Soldado Laranja, com Rutger Hauer
- O Resgate do Soldado Ryan, de Steven Spielberg, com Tom Hanks e Matt Damon
- Além da Linha Vermelha, com Woody Harrelson
- Tobruk, de Arthur Hiller
- The Desert Rats (1953), com Richard Burton
- A Balada de Narayama, de Shohei Imamura
- Círculo de fogo, de Jean-Jacques Annaud
- Midway, de 1976, de Jack Smight
- A Cruz de Ferro, de Sam Peckinpah
- Os Falsários, de Stefan Ruzowitsky
- O Início do Fim, de Roland Joffé
- A Conquista da Honra, de Clint Eastwood
- Bastardos Inglórios, de Quentin Tarantino
- Uma ponte longe demais
- A ponte do rio Kwai
- U-571 - A Batalha do Atlântico
- Os canhões de Navarone
- O mais longo dos dias , com John Wayne
- A Vida é Bela, com Roberto Benigni
- Agonia e Glória, de Samuel Fuller
- Caminho da Liberdade, de Peter Weir
- Seção Especial de Justiça, de Constantin Costa-Gavras
- Ike: O Dia D, de Robert Harmon
- Santos ou Soldados e Santos e Soldados - Missão Berlim, de Ryan Little
- O Inferno é para os Heróis, de Don Siegel
- Dunkirk, de Christopher Nolan

### Cultura e ciência
- Lili Marlene, de Rainer Werner Fassbinder, com Hanna Schygulla
- Uma Luz na Escuridão, com Michael Douglas e Melanie Griffith
- Amen., de Constantin Costa-Gavras
- Austrália, de Baz Luhrmann
- Cabaret, de Bob Fosse
- A Era do Rádio, de Woody Allen
- Olympia, documentário de Leni Riefenstahl sobre os Jogos Olímpicos de 1936
- Amarga Sinfonia de Auschwitz, de Daniel Mann e Joseph Sargent

### Confrontos no Pacífico
- A Última Bomba Atômica, de Robert Richter (documentário)
- Black Rain - A Coragem de uma Raça, e A Balada de Narayama, de Shohei Imamura
- Cartas de Iwo Jima, de Clint Eastwood
- Furyo, Em Nome da Honra, de Nagisa Oshima
- Memórias de uma Gueixa, de Rob Marshall
- Pearl Harbor, de Jerry Bruckheimer. O filme relata o ataque japonês a base militar norte-americana em Pearl Harbor no dia 7 de dezembro de 1941.
- Rapsódia em Agosto, de Akira Kurosawa
- Sete Anos no Tibet, de Jean-Jacques Annaud
- Tora! Tora! Tora!, de Richard Fleischer, Kinji Fukasaku e Toshio Masuda
- Bem-vindos ao Paraíso, de Alan Parker
- Império do Sol, de Steven Spielberg
- Códigos de Guerra, de John Woo
- Wolverine - Imortal, de James Mangold
- A Um Passo da Eternidade, de Fred Zinnemann
- Uma Família Americana, de Desmond Nakano
- O Último Imperador, de Bernardo Bertolucci
- The Pacific, minissérie produzida pela HBO
- Imperador, de Peter Webber
- Vidas ao Vento, de Hayao Miyazaki

### Complementares
- A Nação do Medo, com Rutger Hauer e Miranda Richardson
- Inimigos, uma história de amor, de Paul Mazursky, com Lena Olin
- A Vida é Bela, de Roberto Benigni, com Roberto Benigni
- Das Boot, de Wolfgang Petersen, com Jürgen Prochnow
- Esperança e Glória, de John Boorman
- Adeus, Meninos, de Louis Malle
- Sophie Scholl - Os Últimos Dias ou Uma Mulher Contra Hitler, de Marc Rothermund
- O Homem Que Quis Matar Hitler, de Fritz Lang
- Interlúdio, de Alfred Hitchcock
- A Escolha de Sofia, de Alan J. Pakula
- Malèna, de Giuseppe Tornatore
- Filhos da Guerra, de Agnieszka Holland
- O Casamento de Maria Braun, O Desespero de Veronika Voss e Lola, ambos de Rainer Werner Fassbinder
- Capitão América: O Primeiro Vingador, de Joe Johnston
- Milagre em Sta. Anna, de Spike Lee
- O Último Metrô, de François Truffaut
- O Refúgio Secreto, de James F. Collier
- O Leitor, de Stephen Daldry
- Underground, de Emir Kusturica
- A Noite de São Lourenço, de Paolo Taviani e Vittorio Taviani
- A Menina Que Roubava Livros, de Brian Percival
- Caçadores de Obras-Primas, de George Clooney
- Sobrevivi ao Holocausto, de Caio Cobra e Marcio Pitliuk (documentário)
- Hannah Arendt - Idéias Que Chocaram o Mundo, de Margarethe Von Trotta
- Julgamento em Nuremberg, de Stanley Kramer
- O Pianista, de Roman Polanski, com Adrien Brody
- Um Dia Muito Especial, de Ettore Scola
- O Diário de Anne Frank
- O Grande Ditador (1940), de Charles Chaplin
- O menino do Pijama Listrado, de Mark Herman
- Os Anjos da Guerra, com Haley Joel Osment e Willem Dafoe
- Um Ato de Liberdade, de Edward Zwick
- Operação Valquíria, com Tom Cruise
- Corações de Ferro, de David Ayer, com Brad Pitt
- Até o Último Homem, de Mel Gibson
- Aliados, de Robert Zemeckis
- O Destino de uma Nação, de Joe Wright

## Guerra fria

### Grandes monarcas e líderes
- Cidadão Cohn, com James Woods
- Evita, de Alan Parker
- JFK - A Pergunta que Não Quer Calar, de Oliver Stone
- Nixon, com Anthony Hopkins
- Robert Kennedy, de Robert Dornhelm
- O Último Rei da Escócia, de Kevin Macdonald
- Malcolm X, de Spike Lee
- Frost/Nixon, com Frank Langella
- A Dama de Ferro, com Meryl Streep
- J. Edgar (filme), com Leonardo DiCaprio
- Todos os Homens do Presidente, de Alan J. Pakula
- JFK - A História Não Contada, de Peter Landesman
- Diana, de Oliver Hirschbiegel
- Walesa, de Andrzej Wajda

### Cultura e ciência
- Os Eleitos, de Philip Kaufman
- Jogos de Guerra, com Matthew Broderick
- Missing, de Constantin Costa-Gavras
- A História Oficial, de Luis Puenzo
- Caçada ao Outubro Vermelho, com Sean Connery
- Boa Noite, e Boa Sorte, de e com George Clooney
- Mad Men, série da HBO
- Dr. Fantástico, de Stanley Kubrick
- Adeus Lênin, de Wolfgang Becker
- Apollo 13, de Ron Howard
- A batalha de Argel, de Gillo Pontecorvo
- Os Sonhadores, de Bernardo Bertolucci
- A Insustentável Leveza do Ser, de Philip Kaufman, baseado na obra de Milan Kundera
- Ponte dos Espiões, de 2015, dirigido por Steven Spielberg
- Gagarin: Primeiro no Espaço, de 2013, dirigido por Pavel Parkhomenko

## Complementares
- Treze Dias que Abalaram o Mundo, com Kevin Costner
- K-19: The Widowmaker, com Harrison Ford e Liam Neeson
- Diários de Motocicleta, de Walter Salles.
- The Iron Curtain, de William A. Wellman
- O Espião Que Sabia Demais, com Gary Oldman e Colin Firth
- Topázio, de Alfred Hitchcock
- Apocalypse Now, de Francis Ford Coppola
- Che e Che 2 - A Guerrilha, de Steven Soderbergh
- Salvador - O Martírio de um Povo, de Oliver Stone
- O Ano Que Vivemos em Perigo, de Peter Weir
- Mississipi em Chamas, de Alan Parker
- Z; Estado de Sítio e O Corte, ambos de Constantin Costa-Gavras
- Quando Papai Saiu em Viagem de Negócios, de Emir Kusturica
- Corações e Mentes, de Peter Davis (documentário)
- Chove Sobre Santiago, documentário de Helvio Soto
- Machuca, de Andrés Wood
- Mandela - A Luta Pela Liberdade, de Billie August
- Nascido Para Matar, de Stanley Kubrick
- Platoon, Nascido em 4 de Julho e Entre o Céu e a Terra, de Oliver Stone
- Os Gritos do Silêncio, de Roland Joffé
- Traídos pelo Desejo, de Neil Jordan
- Em Nome do Pai, de Jim Sheridan
- Domingo Sangrento, de Paul Greengrass
- Jogos de Poder, de Mike Nichols
- Mandela: Longo Caminho para a Liberdade, de Justin Chadwick
- O Mordomo da Casa Branca, de Lee Daniels
- Carlos, de Olivier Assayas, minissérie para a TV
- The Americans, série de TV

## Fatos relevantes depois da guerra fria
- Hotel Ruanda, de Terry George com Don Cheadle
- Meu Querido Companheiro, de Norman Rene
- As Torres Gêmeas de Oliver Stone
- Piratas do Vale do Silício de Martyn Burke
- Um grito de liberdade de Richard Attenborough
- No, de Pablo Larraín
- A Rainha de Stephen Frears, sobre a rainha Elizabeth II em eventos após a morte da princesa Diana.
- Invictus com Morgan Freeman de Clint Eastwood
- A Outra História Americana, de Tony Kaye
- Tiros em Columbine, Fahrenheit 9/11 e Capitalismo: Uma História de Amor, de Michael Moore
- Crash - No Limite, de Paul Haggis
- 11 de Setembro, série de 11 curtas sobre o 11 de Setembro
- Uma Verdade Inconveniente, de Davis Guggenheim
- O Senhor das Armas, de Andrew Niccol
- The Constant Gardener, de Fernando Meirelles
- Diamante de Sangue, de Edward Zwick
- W. e Ao Sul da Fronteira, ambos de Oliver Stone
- Trabalho Interno, de Charles W. Ferguson, sobre a Grande Recessão (documentário)
- Ai Weiwei: Sem Perdão, de Alison Klayman (documentário)
- A Entrevista, de Seth Rogen

## Sobre o Oriente Médio
- Lawrence da Arábia (1916) -  baseado na obra de T. E. Lawrence Seven Pillars of Wisdom (Os Sete Pilares da Sabedoria) e dirigido por David Lean, no contexto da Primeira Guerra Mundial oficial da inteligência britânica apoia a Revolta Árabe contra o Império Otomano.[1]
- Exodus, de Otto Preminger
- O Pequeno Traidor, de Lynn Rott
- Nunca sem Minha Filha, de Brian Gilbert
- O Vôo Da Águia, de Andrew W. Mclaglen (minissérie)
- Um Herói do Nosso Tempo, de Radu Mihaileanu
- Promessas de um Novo Mundo, documentário
- Kandahar, de Mohsen Makhmalbaf
- Persepolis, de Marjane Satrapi e Vincent Paronnaud, baseado na autobiografia da própria Satrapi
- Kedma, O Dia do Perdão e Free Zone, de Amos Gitaï
- Filhos do Paraíso, de Majid Majidi
- Paradise Now, de Hany Abu-Assad
- Lemon Tree, de Eran Riklis
- Osama, de Siddiq Barmak
- A Separação, de Asghar Farhadi
- Munique, de Steven Spielberg
- O Caçador de Pipas, de Marc Forster, adaptado do livro de Khaled Hosseini
- Valsa com Bashir, de Ari Folman, animação.
- Restrepo, de Sebastien Junger e Tim Hetheringhton
- O Balão Branco, O Círculo, Isto Não É Um Filme e Cortinas Fechadas, de Jafar Panahi
- Praça Tahrir: 18 Dias de Revolução Inacabada No Egito, de Jon Alpert e Matthew O'Neill (documentário)
- Leões e Cordeiros, de Robert Redford
- O Homem Mais Procurado do Mundo, de John Stockwell
- Guerra ao Terror e A Hora Mais Escura, de Kathryn Bigelow
- Argo, de Ben Affleck
- Uma Garrafa No Mar de Gaza, de Thierry Binisti
- The Square, documentário de Jehane Noujaim
- The Green Prince, de Nadav Schirman
- Syriana, a indústria do petróleo, de 2005 dirigido por Stephen Gaghan

## Lista Filmes Nacionais Sobre a História do Brasil

### Brasil Colonial

#### Primeiro Século: 1500 a 1599
| Título                          | Tipo                  | Ano de lançamento | Autor                                                          | Assunto                                                                                         |
| ------------------------------- | --------------------- | ----------------- | -------------------------------------------------------------- | ----------------------------------------------------------------------------------------------- |
| Caramuru - A Invenção do Brasil | longa de ficção       | 2001              | Guel Arraes                                                    | A história do náufrago Diogo Álvares Correia na costa brasileira.                               |
| O Descobrimento do Brasil       | documentário          | 1936              | Humberto Mauro                                                 | Relato do descobrimento do Brasil.                                                              |
| Hans Staden                     | longa de ficção       | 1999              | Luis Alberto Pereira                                           | A captura de Hans Staden pelos tupinambás.                                                      |
| O Guarani                       | longa de ficção       | 1996              | Norma Bengell                                                  | Adaptação do romance de José de Alencar. Uma família de colonos entra em guerra com os tamoios. |
| Anchieta, José do Brasil        | longa de ficção       | 1977              | Paulo Cesar Saraceni                                           | Filme biográfico sobre a vida e missão do jesuíta José de Anchieta.                             |
| Desmundo                        | longa de ficção       | 2003              | Alain Fresnot                                                  | A chegada de órfãs para casarem com os colonos.                                                 |
| A Muralha                       | minissérie televisiva | 2000              | Maria Adelaide Amaral, João Emanuel Carneiro e Vincent Villari | Baseado no romance de Diná Silveira de Queirós. A vida dos colonos paulistas em 1540.           |
| República Guarani               | documentário          | 1982              | Sylvio Back                                                    | O filme traz um registro da cultura e da história dos guaranis e do que fizeram com eles.       |

- Como Era Gostoso o Meu Francês, de Nelson Pereira dos Santos
- A Missão, de Roland Joffé
- Vermelho Brasil, de Sylvain Archambault

#### Segundo Século: 1600 a 1699
| Título                   | Tipo            | Ano de lançamento | Autor        | Assunto                                                                                              |
| ------------------------ | --------------- | ----------------- | ------------ | --- |
| A Batalha dos Guararapes | longa de ficção | 1978              | Paulo Thiago | A conquista holandesa do Nordeste açucareiro.                                                        |
| Ganga Zumba              | longa de ficção | 1963              | Cacá Diegues | Baseado no romance de João Felício dos Santos. A história de Ganga Zumba, o maior líder de Palmares. |
| Quilombo                 | longa de ficção | 1984              | Cacá Diegues | Mais recente adaptação do romance de João Felício dos Santos.                                        |

- O Caçador de Esmeraldas, de Oswaldo de Oliveira
- Atlântico Negro - Na Rota do Orixás, documentário de Renato Barbieri

#### Terceiro Século: 1700 a 1799
| Título                                | Tipo            | Ano de lançamento | Autor                    | Assunto |
| ------------------------------------- | --------------- | ----------------- | ------------------------ | --- |
| Xica da Silva                         | longa de ficção | 1976              | Cacá Diegues             | A história da ex-escrava Chica da Silva que tornou-se esposa do contratador de diamantes de Minas Gerais. |
| Xica da Silva                         | telenovela      | 1996              | Walcyr Carrasco          | Versão telenovelística da história de Chica da Silva. |
| Tiradentes, o filme                   | longa de ficção | 1999              | Oswaldo Caldeira         | Visão bem diferente da convencional, acerca dos fatos políticos que envolveram a Inconfidência Mineira e a condenação dos conjurados.                                                                              |
| Os Inconfidentes                      | longa de ficção | 1972              | Joaquim Pedro de Andrade | A Inconfidência Mineira e execução de Tiradentes. |
| Tiradentes, o Mártir da Independência | longa de ficção | 1976              | Geraldo Vietri           | Versão romanceada da vida de Tiradentes. |
| Chico Rei                             | longa ficção    | 1985              | Walter Lima Jr.          | Em Vila Rica, o negro Chico, rei do Congo, encontra uma reserva de ouro e compra sua carta de alforria. Liderados por ele, os escravos começam a se organizar. Até hoje, a congada reproduz a glória de Chico Rei. |
| Ajuricaba, o Rebelde da Amazônia      | longa de ficção | 1977              | Oswaldo Caldeira         | O filme narra a resistência organizada pelo índio Ajuricaba à presença do colonizador português na região. |
| Brava Gente Brasileira                | longa de ficção | 1976              | Lúcia Murat              | Retrata a relação conflituosa entre portugueses e índios no século XVIII. |

- Escrava Isaura, telenovela adaptada por Gilberto Braga da obra de Bernardo Guimarães
- Diário de um Novo Mundo, de Paulo Nascimento
- O Aleijadinho: Paixão, Glória e Suplício, de Geraldo Santos Pereira
- Liberdade, Liberdade, telenovela de Mário Teixeira
- Terra sem males[20] - documentário exibido na TV Escola.

### Brasil Império

#### Governo Geral, Independência e Primeiro Reinado
| Título                                                       | Tipo                  | Ano de lançamento | Autor                                    | Assunto |
| ------------------------------------------------------------ | --------------------- | ----------------- | ---------------------------------------- | --- |
| Carlota Joaquina, Princesa do Brazil                         | longa de ficção       | 1995              | Carla Camurati                           | A história de Carlota Joaquina, de seu casamento com Dom João e vinda ao Brasil. |
| 1808 – A Corte no Brasil (Chegada da Família Real ao Brasil) | documentário          | 2008              | Rede Globo                               | Traz entrevistas com historiadores britânicos, portugueses e brasileiros, explicando quais os fatores que obrigaram a vinda da família real ao Brasil, como se desdobrou essa atitude do rei e como funcionou a corte durante todo aquele período. |
| Independência ou Morte                                       | longa de ficção       | 1972              | Carlos Coimbra                           | Versão heróica e quase mítica do processo que levou à emancipação política do Brasil em relação a Portugal. |
| O Quinto dos Infernos                                        | minissérie televisiva | 2002              | Antônio Calmon                           | Os bastidores da Independência do Brasil e a fundação do Império Brasileiro. |
| Joana Angélica                                               | longa de ficção       | 1979              | Walter Lima Jr.                          | O martírio da sóror Joana Angélica, durante a Guerra de Independência na Bahia. |
| Marquesa de Santos                                           | minissérie televisiva | 1984              | Wilson Aguiar Filho e Carlos Heitor Cony | A história de Domitila de Castro Canto e Melo, a Marquesa de Santos, a mais famosa das amantes de D. Pedro I, imperador do Brasil. |

- Dona Beija, telenovela de Wilson Aguiar Filho
- Sinhá Moça, de Tom Payne e também foi telenovela de Benedito Ruy Barbosa
- O Natal do Menino Imperador, especial da Rede Globo
- Dom João no Brasil, desenho animado
- Novo Mundo, novela de Thereza Falcão e Alessandro Marson
- Era Uma Vez Uma História, série da Band
- "A Revolta dos Cabanos" - documentário produzido pela TV Escola[26]

#### Período Regencial e Segundo Reinado
| Título                                                     | Tipo                  | Ano de lançamento | Autor                               | Assunto |
| ---------------------------------------------------------- | --------------------- | ----------------- | ----------------------------------- | --- |
| A Casa das Sete Mulheres                                   | minissérie televisiva | 2003              | Jayme Monjardim                     | Baseada no romance de Letícia Wierzchowski, narrando a saga da família de Bento Gonçalves, cujos homens participam da Revolução Farroupilha e as mulheres permanecem à espera de um desfecho, na estância da família. |
| O Tempo e o Vento                                          | minissérie televisiva | 1985              | Regina Braga e Doc Comparato        | Baseado no romance de Érico Veríssimo, conta a história de formação do Rio Grande do Sul, através da família Cambará.                                                                                                 |
| O Tempo e o Vento                                          | longa de ficção       | 2013              | Jayme Monjardim                     | Versão cinematográfica do romance de Érico Veríssimo. |
| Anahy de Las Misiones                                      | longa de ficção       | 1997              | Sérgio Silva                        | A andarilha Anahy viaja pelos campos de batalha do Rio Grande do Sul durante a Revolução Farroupilha. |
| Guerra do Brasil - Toda Verdade Sobre a Guerra do Paraguai | documentário          | 1987              | Sylvio Back                         | Neste filme entrelaçam-se a história oficial, o imaginário popular e a crítica de militares, cronistas e historiadores sobre a Guerra do Paraguai.                                                                    |
| Netto Perde Sua Alma                                       | longa de ficção       | 2001              | Tabajara Ruas                       | O filme acompanha Antônio de Sousa Neto um general brasileiro ferido em combate na Guerra do Paraguai. |
| Abolição                                                   | minissérie televisiva | 1988              | Walter Avancini                     | Relato da vida da escrava Iná Inerã e do negro alforriado Lucas Tavares, até o desenrolar da Lei Áurea pela Princesa Isabel.                                                                                          |
| O Xangô de Baker Street                                    | longa ficção          | 2001              | Miguel Faria Jr.                    | Baseado no romance de Jô Soares, mostra a vinda de Sherlock Holmes e seu inseparável companheiro Dr. Watson ao Rio de Janeiro Imperial.                                                                               |
| Mauá - O Imperador e o Rei                                 | longa de ficção       | 1999              | Sérgio Rezende                      | O filme mostra a infância, o enriquecimento e a falência de Irineu Evangelista de Sousa (1813–1889), o empreendedor gaúcho mais conhecido como Barão de Mauá.                                                         |
| Chiquinha Gonzaga                                          | minissérie televisiva | 1999              | Lauro César Muniz e Marcílio Moraes | A vida da compositora Chiquinha Gonzaga. |

- Cruz e Sousa - O Poeta do Desterro, de Sylvio Back
- "A Última Guerra do Prata" - documentário de 1:49 min., produzido pela TV Escola[36]

### Brasil República

#### Primeira República: 1889 a 1929
| Título                             | Tipo                  | Ano de lançamento | Autor                                     | Assunto |
| ---------------------------------- | --------------------- | ----------------- | ----------------------------------------- | --- |
| Nasce a República                  | curta-metragem        | 1989              | Roberto Moreira                           | Os últimos anos da monarquia no Brasil, a abolição da escravatura e a proclamação da República.                                                                                       |
| Guerra de Canudos                  | longa de ficção       | 1997              | Sérgio Rezende                            | Os eventos no sertão nordestino que levaram a Guerra de Canudos. |
| A Guerra dos Pelados               | longa de ficção       | 1970              | Sylvio Back                               | A Guerra do Contestado, em Santa Catarina. |
| Baile Perfumado                    | longa de ficção       | 1996              | Paulo Caldas e Lírio Ferreira             | Conta a saga real do libanês Benjamin Abrahão, mascate responsável pelas únicas imagens de Virgulino Ferreira, o Lampião.                                                             |
| Lampião e Maria Bonita             | minissérie televisiva | 1982              | Aguinaldo Silva e Doc Comparato           | Os últimos dias de Lampião e Maria Bonita. |
| O Auto da Compadecida              | minissérie televisiva | 1999              | Guel Arraes, Adriana Falcão e João Falcão | Baseada em peças teatrais de Ariano Suassuna, no sertão nordestino dois amigos enfrentam a exploração das elites, a miséria cotidiana e cangaceiros.                                  |
| A Morte Comanda o Cangaço          | longa de ficção       | 1961              | Carlos Coimbra                            | Retratando o abuso de poder das elites rurais, após jagunços atacarem a fazenda e matarem sua mãe, homem sai a procura de vingança.                                                   |
| Anarquistas, Graças a Deus         | minissérie televisiva | 1982/83           | Walter George Durst                       | Baseada no livro autobiográfico de Zélia Gattai, acompanhamos imigrantes italianos anarquistas em São Paulo da década de 1910 e 20.                                                   |
| A Paixão de Jacobina               | longa de ficção       | 2002              | Fábio Barreto                             | Adaptação de romance de Luiz Antônio de Assis Brasil, relata a história de Jacobina Mentz, líder religiosa que esteve à frente da Revolta dos Muckers, ocorrida no Rio Grande do Sul. |
| Gaijin, Caminhos da Liberdade      | longa de ficção       | 1980              | Tizuka Yamasaki                           | Retrata a vinda de imigrantes japoneses para trabalhar nos cafezais paulistas. |
| O Quatrilho                        | longa de ficção       | 1995              | Fábio Barreto                             | Retrata a vida dos imigrantes italianos vivendo no interior do Rio Grande do Sul. |
| Terra Nostra                       | telenovela            | 1999/2000         | Benedito Ruy Barbosa                      | Retrata a imigração italiana e sua vida nas fazendas de café do interior de São Paulo.                                                                                                |
| Menino de Engenho                  | longa de ficção       | 1965              | Walter Lima Jr.                           | Baseado no romance de José Lins do Rego, retrata o cenário político e social nos engenhos nordestinos.                                                                                |
| Amazônia, de Galvez a Chico Mendes | minissérie televisiva | 2007              | Glória Perez                              | Retrata a história do estado do Acre. |
| Mad Maria                          | minissérie televisiva | 2005              | Benedito Ruy Barbosa                      | Baseada em romance de Márcio de Souza, retrata a construção da Estrada de Ferro Madeira-Mamoré (EFMM), entre 1907 e 1912.                                                             |
| O cineasta da selva                | documentário          | 1997              | Aurélio Michiles                          | Conta a história do cineasta Silvino Santos e seu retrato da Amazônia. |
| Amélia                             | longa de ficção       | 2000              | Ana Carolina                              | Baseado na visita da artista francesa Sarah Bernhardt ao Brasil, em 1905. Retrata a cena artística da época.                                                                          |
| Villa-Lobos, Uma Vida de Paixão    | longa de ficção       | 2000              | Zelito Viana                              | Relata a vida de Heitor Villa-Lobos, o mais importante compositor do Brasil e da América Latina.                                                                                      |
| Eternamente Pagu                   | longa de ficção       | 1988              | Carla Camurati                            | A vida da escritora e jornalista Pagu, expoente da cena modernista do início do século.                                                                                               |
| Lado a Lado                        | telenovela            | 2012/13           | Claudia Lage e João Ximenes Braga         | A telenovela ambientada no final do século XIX e início do XX, apresenta inúmeros eventos históricos e retrata a sociedade e cultura da época.                                        |
| Desejo                             | minissérie televisiva | 1990              | Glória Perez                              | Retrata o episódio conhecido como "A Tragédia da Piedade", quando o escritor Euclides da Cunha foi morto por Dilermando de Assis.                                                     |

- República, minissérie de Wilson Aguiar Filho
- Os Imigrantes, telenovela de Benedito Ruy Barbosa
- Fitzcarraldo, de Werner Herzog
- O Homem do Pau-Brasil, de Joaquim Pedro de Andrade
- Besouro, de João Daniel Tikhomiroff
- Sonhos Tropicais, de André Sturm
- O Preço da Paz, de Paulo Morelli
- Ouro Negro - A Saga do Petróleo Brasileiro, de Isa Albuquerque
- Um Só Coração, minissérie de Maria Adelaide Amaral e Alcides Nogueira

#### Período Vargas: 1930 a 1945
| Título                                      | Tipo              | Ano de lançamento | Autor                     | Assunto |
| ------------------------------------------- | ----------------- | ----------------- | ------------------------- | --- |
| Parahyba Mulher Macho                       | longa de ficçãode | 1983              | Tizuka Yamazaki           | |
| Revolução de 30                             | documentário      | 1980              | Sylvio Back               | O filme trata do Movimento Tenentista e da Revolução de 1930, com comentários dos historiadores Bóris Fausto, Edgar Carone e Paulo Sérgio Pinheiro. |
| 32, A Guerra Civil                          | documentário      | 1992              | Eduardo Scorel            | O filme fala sobre a revolta armada do estado de São Paulo contra o governo de Getúlio Vargas. |
| Getúlio Vargas                              | documentário      | 1974              | Ana Carolina              | A trajetória política de Getúlio Vargas. |
| O Velho – A história de Luiz Carlos Prestes | documentário      | 1997              | Toni Venturi              | A história de Luís Carlos Prestes, do tenentismo às Diretas Já. |
| Olga                                        | longa de ficção   | 2004              | Jayme Monjardim           | Inspirado na biografia escrita por Fernando Morais sobre a alemã, judia e comunista Olga Benário Prestes. |
| Memórias do Cárcere                         | longa de ficção   | 1984              | Nelson Pereira dos Santos | O filme conta a fase em que Graciliano Ramos esteve preso sob ordens da polícia do Estado Novo no Brasil. |
| Senta a Pua!                                | documentário      | 1999              | Erik de Castro            | O documentário versa sobre a atuação do 1.º Grupo de Aviação de Caça da Força Aérea Brasileira na Segunda Guerra Mundial. |
| Rádio Auriverde, a FEB na Itália            | documentário      | 1991              | Sylvio Back               | A película mostra imagens da participação da FEB no front na Itália entre 1944-45, durante a II Guerra Mundial, narrada sob textos da "Rádio Auriverde", programa radiofônico de propaganda nazifascista, que era transmitido às tropas brasileiras com o intuito de desmoralizá-las. |
| Xingu                                       | longa de ficção   | 2012              | Cao Hamburguer            | O filme conta a trajetória dos irmãos Villas-Bôas a partir do momento em que se alistam para a Expedição Roncador-Xingu, parte da Marcha para o Oeste de Getúlio Vargas, em 1943. |
| Aleluia Gretchen                            | longa de ficção   | 1976              | Sylvio Back               | Família que foge da Alemanha nazista estabelece-se no Brasil, enfrentando problemas de adaptação. |
| Corações Sujos                              | longa de ficção   | 2011              | Vicente Amorim            | O filme é baseado na história verídica da organização terrorista Shindo Renmei, uma organização composta por imigrantes japoneses no Brasil, na década de 1940. |
| Noel - Poeta da Vila                        | longa de ficção   | 2006              | Ricardo van Steen         | A história de Noel Rosa, jovem sambista carioca que contribuiu para a ascensão do samba à música popular. |
| Gonzaga - de Pai pra Filho                  | longa de ficção   | 2012              | Breno Silveira            | A história do músico nordestino Luiz Gonzaga, e da popularização do baião nas rádios brasileiras. |

- A Cobra Fumou, de Vinicius Reis
- Abril Despedaçado, de Walter Salles
- Cinema, Aspirinas e Urubus, de Marcelo Gomes
- For All - O Trampolim da Vitória, de Buza Ferraz e Luiz Carlos Lacerda
- Lost Zweig, de Sylvio Back
- Tempos de Paz, de Daniel Filho
- O Brasil na Batalha do Atlântico, de Erik de Castro
- Estrada 47, de Vicente Ferraz

#### Segunda República: 1946 a 1964
| Título                                                | Tipo                  | Ano de lançamento | Autor                                    | Assunto |
| ----------------------------------------------------- | --------------------- | ----------------- | ---------------------------------------- | --- |
| Agosto                                                | minissérie televisiva | 1993              | Paulo José                               | Baseada no livro de Rubem Fonseca, retrata os acontecimentos que culminaram no suicídio do presidente Getúlio Vargas.                                                                                         |
| Os Anos JK - Uma Trajetória Política                  | documentário          | 1980              | Sílvio Tendler                           | A trajetória do presidente Juscelino Kubitschek, desde sua estreia como político, passando pela construção de Brasília e indo até a perda de seus direitos políticos.                                         |
| JK                                                    | minissérie televisiva | 2006              | Maria Adelaide Amaral e Alcides Nogueira | Baseado na biografia do presidente Juscelino Kubitschek. |
| Brasília: projeto capital                             | documentário          | 2010              | TV Câmara                                | A história do nascimento de Brasília: os idealizadores; as expedições; as negociações, constituições e leis para torná-la realidade; a festa da inauguração.                                                  |
| Poeira & Batom. 50 mulheres na construção de Brasília | documentário          | 2010              | Mônica Gaspar e Tânia Fontenele          | Apresenta a saga da construção de Brasília contada por 50 mulheres que chegaram entre 1956 e 1960. |
| Coisa Mais Linda - Histórias e Casos da Bossa Nova    | documentário          | 2005              | Paulo Thiago                             | Um painel histórico, musical e informativo, sobre como ocorreu o movimento musical chamado Bossa Nova, que teve início nos anos 50 e atingiu seu ápice em 1962, com a confirmação de sua internacionalização. |
| Anos Dourados                                         | minissérie televisiva | 1986              | Gilberto Braga                           | Minissérie que traça um painel do momento político, histórico e cultural dos anos 50. |
| Jânio a 24 Quadros                                    | documentário          | 1981              | Luiz Alberto Pereira                     | A trajetória política de Jânio Quadros, mesclando passagens interpretadas por atores com pesquisas em documentários.                                                                                          |
| Jango                                                 | documentário          | 1984              | Sílvio Tendler                           | Narra o Governo João Goulart enquanto presidente do Brasil (1961-1964). |
| Anos Rebeldes                                         | minissérie televisiva | 1992              | Gilberto Braga                           | Acompanha O destino de um grupo de jovens vivendo durante o início do Regime Militar, nos anos 60. |
| Dalva e Herivelto: uma Canção de Amor                 | minissérie televisiva | 2010              | Maria Adelaide Amaral                    | Relata a parceria e carreira musical de Dalva de Oliveira e Herivelto Martins na era do rádio. |
| Maysa: Quando Fala o Coração                          | minissérie televisiva | 2009              | Manoel Carlos                            | A vida da cantora Maysa. |

- Bela Noite Para Voar, de Zelito Viana
- Os Desafinados, de Walter Lima Jr.
- Sambando nas Brasas, Morô?, de Elizeu Ewald
- Getúlio, de João Jardim
- Chatô, o Rei do Brasil, de Guilherme Fontes

#### Período Militar: 1964 a 1985
| Título                                                | Tipo                       | Ano de lançamento | Autor                        | Assunto |
| ----------------------------------------------------- | -------------------------- | ----------------- | ---------------------------- | --- |
| 1964 – Um Golpe contra o Brasil                       | documentário - 145 min.    | 2013              | Alipio Freire                | Retrata os antecedentes que levaram ao golpe militar de 1964 que encerrou a Segunda República. |
| A Opinião Pública                                     | documentário - 65 min.     | 1967              | Arnaldo Jabor                | Documentário sobre a classe média carioca dos anos 60, examinada através dos depoimentos dos seus próprios membros, que abordam assuntos como a juventude, a família burguesa, fenômenos sensacionalistas, misticismo, política e meios de comunicação de massa.                                                                                |
| Uma Noite em 67                                       | documentário - 93 min.     | 2010              | Renato Terra e Ricardo Calil | Com imagens de arquivo da Rede Record e depoimentos de músicos como Chico Buarque, Caetano Veloso e Gilberto Gil, o documentário conta a história da final do 3.º Festival da Música Popular Brasileira. |
| O Que É Isso, Companheiro?                            | longa de ficção            | 1997              | Bruno Barreto                | O enredo conta a história verídica do sequestro do embaixador dos Estados Unidos no Brasil, Charles Burke Elbrick, em setembro de 1969, por integrantes dos grupos guerrilheiros de esquerda MR-8 e Ação Libertadora Nacional, que lutavam contra a ditadura militar do país na época e pretendiam trocar o embaixador por companheiros presos. |
| Cabra marcado para morrer                             | documentário - 119 min.    | 1984              | Eduardo Coutinho             | O filme é uma narrativa semidocumental da vida de João Pedro Teixeira, um líder camponês da Paraíba, assassinado em 1962. |
| O bom burguês                                         | longa de ficção            | 1979              | Oswaldo Caldeira             | Filme ficcional sobre a luta armada no Brasil, inspirado livremente em personagem real. Na década de 1960, Jorge Medeiros Valle trabalhava na agência Leblon do Banco do Brasil e, usando de artifícios contábeis, desviou cerca de dois milhões de dólares para a guerrilha que enfrentava a ditadura militar brasileira.                      |
| Batismo de Sangue                                     | longa de ficção            | 2007              | Helvécio Ratton              | Baseado em livro de Frei Betto, os frades "Tito", "Betto", "Oswaldo", "Fernando" e "Ivo", passam a apoiar logistica e politicamente o grupo guerrilheiro Ação Libertadora Nacional, na luta contra a ditadura militar brasileira. |
| O Ano em Que Meus Pais Saíram de Férias               | longa de ficção            | 2006              | Cao Hamburguer               | Menino de 12 anos fica sob a guarda de um judeu ortodoxo quando seus pais saem de férias de forma inesperada e sem motivo. Na verdade, os pais de Mauro foram obrigados a fugir por serem militantes da esquerda, os quais eram perseguidos pela ditadura militar.                                                                              |
| Pra Frente Brasil                                     | longa de ficção            | 1982              | Roberto Farias               | Em 1970, em pleno Milagre Econômico e Copa do Mundo o filme narra como inocentes podiam ser acusados de subverção e acabarem presos e torturados pelos órgãos de repressão do regime militar. |
| Cabra-cega                                            | longa de ficção            | 2005              | Toni Venturi                 | Dois jovens militantes da luta armada sonham com uma revolução social no Brasil. |
| Hércules 56                                           | documentário               | 2006              | Sílvio Da-Rin                | O documentário reúne quase 40 anos depois alguns dos sobreviventes da ação do sequestro do embaixador norte-americano Charles Burke Elbrick, para discutir a luta armada da época, causas e consequências. |
| Lamarca                                               | longa de ficção            | 1994              | Sérgio Rezende               | Baseado em livro de José Emiliano e Miranda Oldack, o filme é uma biografia do militar e guerrilheiro Carlos Lamarca. |
| Camponeses do Araguaia – A Guerrilha Vista por Dentro | documentário 73 min.       | 2010              | Vandré Fernandes             | Camponeses falam da amizade com os “paulistas”, como chamavam os militantes do PC do B que lutaram na Guerrilha do Araguaia durante a ditadura militar, e revelam as atrocidades cometidas pelo exército brasileiro na região entre 1972 e 1974.                                                                                                |
| Tocantins Terra Marcada                               | documentário               | 2011              | Priscilla Lima               | Mostra depoimentos de tocantinenses que presenciaram e viveram os eventos da "Guerrilha do Araguaia". |
| Cidade de Deus                                        | longa de ficção            | 2002              | Fernando Meirelles           | Baseado em livro de Paulo Lins, o filme mostra o crescimento do crime organizado na Cidade de Deus entre as décadas de 1960 e 1980. |
| Peões                                                 | documentário               | 2004              | Eduardo Coutinho             | Fala sobre a classe operária do ABC paulista, composta principalmente por metalúrgicos, e que iniciaram grandes greves que há muito não aconteciam devido à ditadura militar, que era bastante repressiva. |
| Queridos Amigos                                       | minissérie televisiva      | 2008              | Maria Adelaide Amaral        | Sobre o reencontro de Leo e seus amigos que viveram os anos de chumbo e voltaram do exílio. |
| A Igreja da Libertação                                | documentário 59 min.       | 1986              | Sílvio Da-Rin                | As comunidades eclesiais de base, os leigos e religiosos que as apoiam e o teólogo Leonardo Boff são os personagens principais deste documentário, apresentando um amplo painel da presença política e social da Igreja Católica no Brasil. |
| Senhora Liberdade                                     | curta-documentário 18 min. | 2004              | Caco Souza                   | Baseia-se na história de William da Silva Lima, fundador do movimento denominado Comando Vermelho. Seu testemunho é de mister importância para uma compreensão do contexto atual de violência urbana. |
| 400 contra 1 - Uma História do Crime Organizado       | documentário               | 2010              | Caco Souza                   | Baseado no livro autobiográfico Quatrocentos contra um - A história do Comando Vermelho de William da Silva Lima. |
| Muda Brasil                                           | documentário               | 1985              | Oswaldo Caldeira             | Mostra particularmente a disputa entre Tancredo Neves e Paulo Maluf para assumir a Presidência da República, através de eleição indireta no colégio eleitoral. |

- O Homem da Capa Preta, de Sérgio Rezende[109]
- Memórias do Chumbo - O Futebol nos Tempos do Condor, série de documentários produzidos pela ESPN Brasil
- Condor, documentário de Roberto Mader
- Simonal - Ninguém Sabe o Duro que Dei, documentário de Micael Langer, Calvito Leral e Cláudio Manoel
- O Dia Que Durou 21 Anos, de Camilo Tavares
- Terra em Transe, de Glauber Rocha
- Macunaíma, de Joaquim Pedro de Andrade, adaptação da obra de Mário de Andrade
- Brizola - Tempos de Luta, de Tabajara Ruas
- Em Teu Nome..., de Paulo Nascimento
- Tropicália, documentário de Marcelo Machado
- Dzi Croquettes, de Tatiana Issa e Raphael Alvarez
- Marighella - Retrato Falado do Guerrilheiro[110][111] e Tancredo - A Travessia,[112][113][114] documentários de Silvio Tendler
- Marighella, de Isa Grinspum Ferraz[115]
- Cidadão Boilesen, de Chaim Litevski
- Perdão, Mister Fiel, de Jorge Oliveira
- Que Bom Te Ver Viva, de Lúcia Murat
- Cara ou Coroa, de Ugo Georgetti
- Três Irmãos de Sangue, documentário de Ângela Patrícia Reiniger
- O Sol - Caminhando Contra o Vento, documentário de Martha Alencar
- 30 Anos Depois, documentário produzido pela TV Cultura, sobre o jornalista Vladmir Herzog
- Os Dias Eram Assim, minissérie de Ângela Chaves e Alessandra Poggi
- Zuzu Angel, de Sérgio Rezende
- Eles Não Usam Black-Tie, de Leon Hirszman
- O Beijo da Mulher-Aranha e Pixote, a Lei do Mais Fraco, ambos de Hector Babenco
- O Homem que Virou Suco, de João Batista de Andrade
- O Sonho não Acabou, de Sérgio Rezende
- 1972, de José Emílio Rondeau
- Pode Crer!, de Arthur Fontes
- Democracia em Preto e Branco, de Pedro Asbeg
- Terra para Rose e O Sonho de Rose - 10 Anos Depois, documentários de Tetê Moraes

#### Terceira República: 1986 aos dias atuais
- Constituinte 1987-1988, documentário de Cleonildo Cruz
- Muito Além do Cidadão Kane, documentário de Simon Hartog
- Ilha das Flores, curta-documentário de Jorge Furtado
- Era Uma Vez um Presidente - Collor, Impeachment e os Caras Pintadas, vídeo-documentário de Mariana Camargo, Thaísa Gazelli e Ana Pereira
- Terra Estrangeira, de Walter Salles e Daniela Thomas
- Doces Poderes, de Lúcia Murat
- 2 Perdidos numa Noite Suja, de José Joffily
- Encontro com Milton Santos: O mundo global visto do lado de cá, de Silvio Tendler, documentário
- Carandiru, de Hector Babenco
- Laboratório Brasil - 15 anos do Real, documentário da  TV Câmara, por Roberto Stefanelli
- Real: O Plano por Trás da História, de Rodrigo Bittencourt
- Entreatos, de João Moreira Salles
- Lula, o Filho do Brasil, de Fábio Barreto
- Falcão - Meninos do Tráfico, documentário de MV Bill
- Notícias de uma Guerra Particular, documentário de João Moreira Salles e Kátia Lund
- Ônibus 174, documentário de José Padilha
- Última Parada 174, de Bruno Barreto
- Olhos Azuis, de José Joffily
- Tropa de Elite e Tropa de Elite 2: o Inimigo agora É Outro, de José Padilha
- São Paulo Sob Ataque, documentário do Discovery Channel
- Belo Monte – Anúncio de uma Guerra, documentário de André D’Elia
- Jean Charles, de Henrique Goldman
- 5x Favela - Agora por Nós Mesmos, documentário de Carlos Diegues e Renata de Almeida Magalhães
- Lixo Extraordinário, documentário de Vik Muniz
- Beneficiários - Histórias de Vida do Bolsa Família, vídeo-documentário por alunos da Faculdade Metodista de Jornalismo
- A Alma da Gente, documentário de Helena Solberg e David Meyer
- A Batalha do Passinho, documentário de Emílio Domingos
- Zerovinte, curta-documentário produzido por Carta Capital
- Com Violência, documentário produzido por Coletivo Nigéria
- Junho - O Mês Que Abalou o Brasil, de João Wainer
- Polícia Federal: A Lei É para Todos, de Marcelo Antunez, sobre a Operação Lava-Jato.
- O Mecanismo, série de José Padilha

## Complementares
- História do Mundo Parte I, de Mel Brooks
- Os Jovens Anos de Uma Rainha, de Ernst Marischka
- Sua Majestade, Mrs. Brown
- Orgulho e Preconceito, de Joe Wright, baseado na obra de Jane Austen
- Sunshine,o despertar de um século, de István Szabó
- A Casa dos Espíritos, de Bille August
- Os Bandidos do Tempo, de Terry Gilliam
- De Volta para o Futuro e Forrest Gump: O Contador de Histórias, ambos de Robert Zemeckis
- Havana, de Sydney Pollack, com Robert Redford, Lena Olin e Raúl Juliá.
- 1941, uma guerra muito louca, de Steven Spielberg
- Casablanca, de Michael Curtiz, com Humphrey Bogart e Ingrid Bergman
- Nós que Aqui Estamos por Vós Esperamos, de Marcelo Masagão
- Deu a Louca Na História, programa de TV inglês adaptada da série de contos Saber Horrível em que satiriza fatos marcantes da História através de paródias, sátiras, músicas e esquetes.